# Kathleen Rice

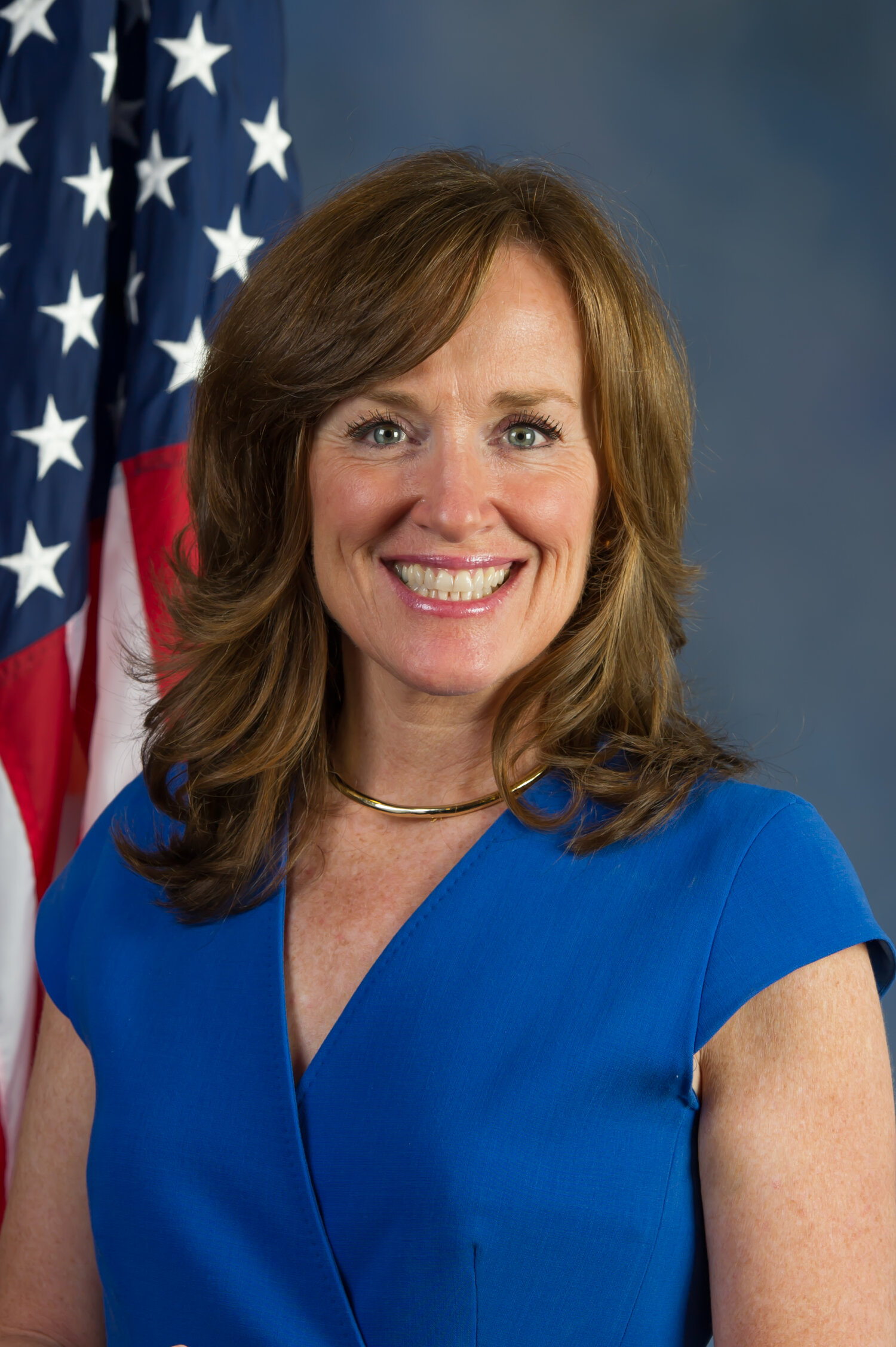
Kathleen Rice (2016)

Kathleen Maura Rice (* 15. Februar 1965 in New York City) ist eine US-amerikanische Politikerin. Von Januar 2015 bis Januar 2023 vertrat sie den Bundesstaat New York im US-Repräsentantenhaus.

## Werdegang
Kathleen Rice wuchs in Garden City auf Long Island auf, wo sie im Jahr 1983 die Highschool absolvierte. Anschließend studierte sie bis 1987 an der Catholic University of America in Washington, D.C. Nach einem anschließenden Jurastudium am Touro Law Center auf Long Island wurde sie im Jahr 1991 als Rechtsanwältin zugelassen. 1992 wurde sie stellvertretende Bezirksstaatsanwältin für Brooklyn. Im Jahr 1999 wurde sie stellvertretende Bundesstaatsanwältin in Philadelphia. Zwischen 2005 und 2014 war sie Bezirksstaatsanwältin im Nassau County. Politisch schloss sie sich der Demokratischen Partei an. Im Jahr 2010 kandidierte sie erfolglos in den Vorwahlen ihrer Partei für das Amt des Attorney General von New York. 2013 wurde sie Vorsitzende der Vereinigung der Bezirksstaatsanwälte des Staates New York.
Bei den Kongresswahlen des Jahres 2014 wurde Rice im vierten Wahlbezirk von New York in das US-Repräsentantenhaus in Washington gewählt, wo sie am 3. Januar 2015 die Nachfolge von Carolyn McCarthy antrat, die nicht mehr kandidiert hatte. Sie gewann mit 53:47 Prozent der Stimmen gegen den Republikaner Bruce Blakeman. Da sie in allen folgenden Wahlen einschließlich der Wahl 2020 gewann, gehörte sie zuletzt bis zum 3. Januar 2023 dem Repräsentantenhaus des 117. Kongresses an. 2022 trat sie nicht erneut an. Die Wahl zu ihrem Nachfolger gewann der Republikaner Anthony D’Esposito.